# Limache Viejo
Limache Viejo es una localidad de la comuna de Limache, Región de Valparaíso, se encuentra ubicada al sur del Estero Limache. Fue fundada el 27 de enero de 1857 como Santa Cruz de Limache.

## Historia

### Origen
El origen de la localidad de Limache Viejo se remonta al 27 de enero de 1857, cuando es fundado el pueblo como Santa Cruz de Limache, localizada en la ribera sur del estero Limache. El tejido urbano comenzó a desarrollarse a partir de la intersección del camino que iba desde Valparaíso hacia Quillota y la ruta que se dirigía hacia las haciendas del interior de la cuenca. Actualmente es una zona administrativa, comercial y residencial de la comuna de Limache.

## Principales hitos  y atracciones

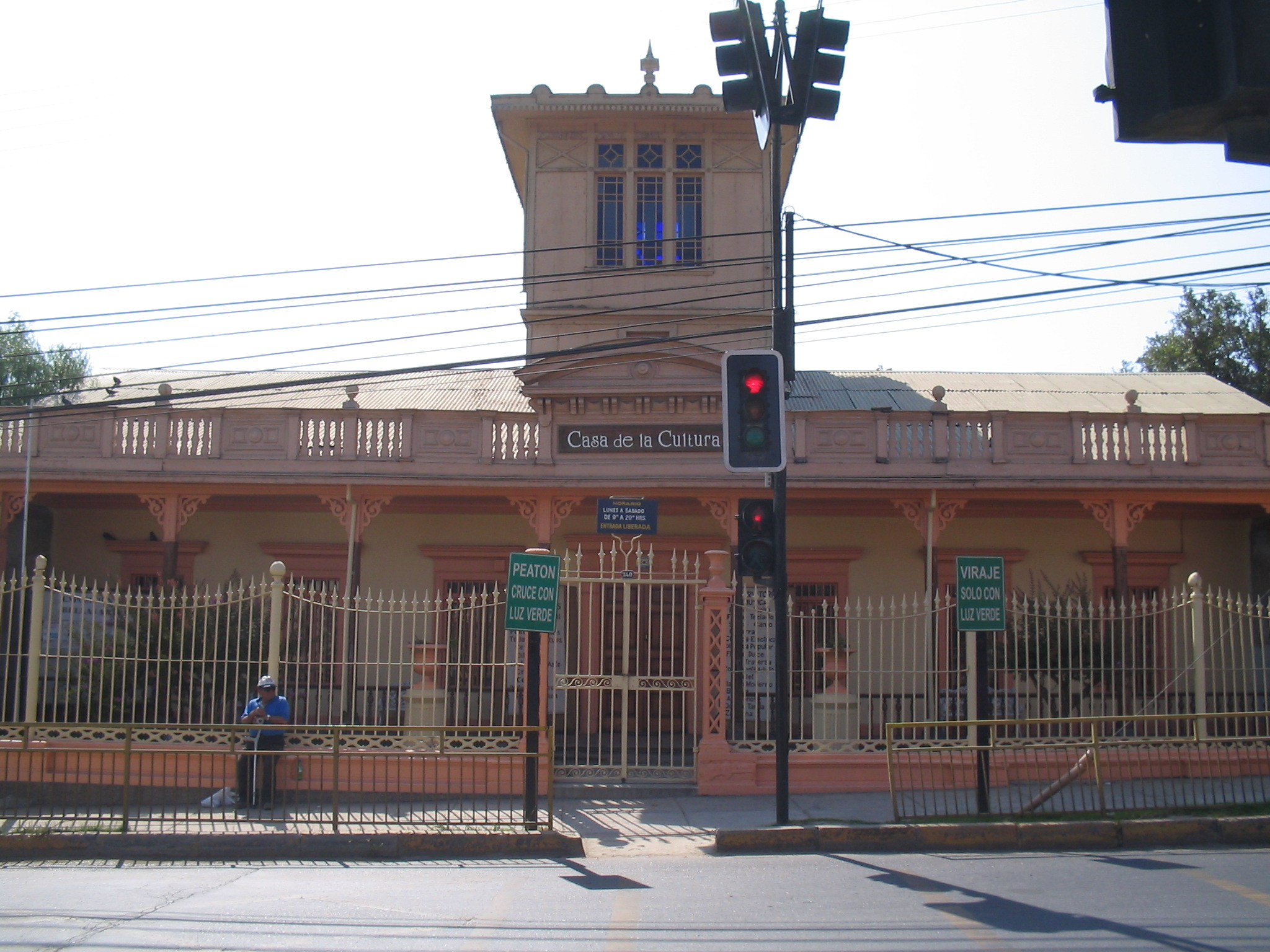
Casa de la Cultura de Limache

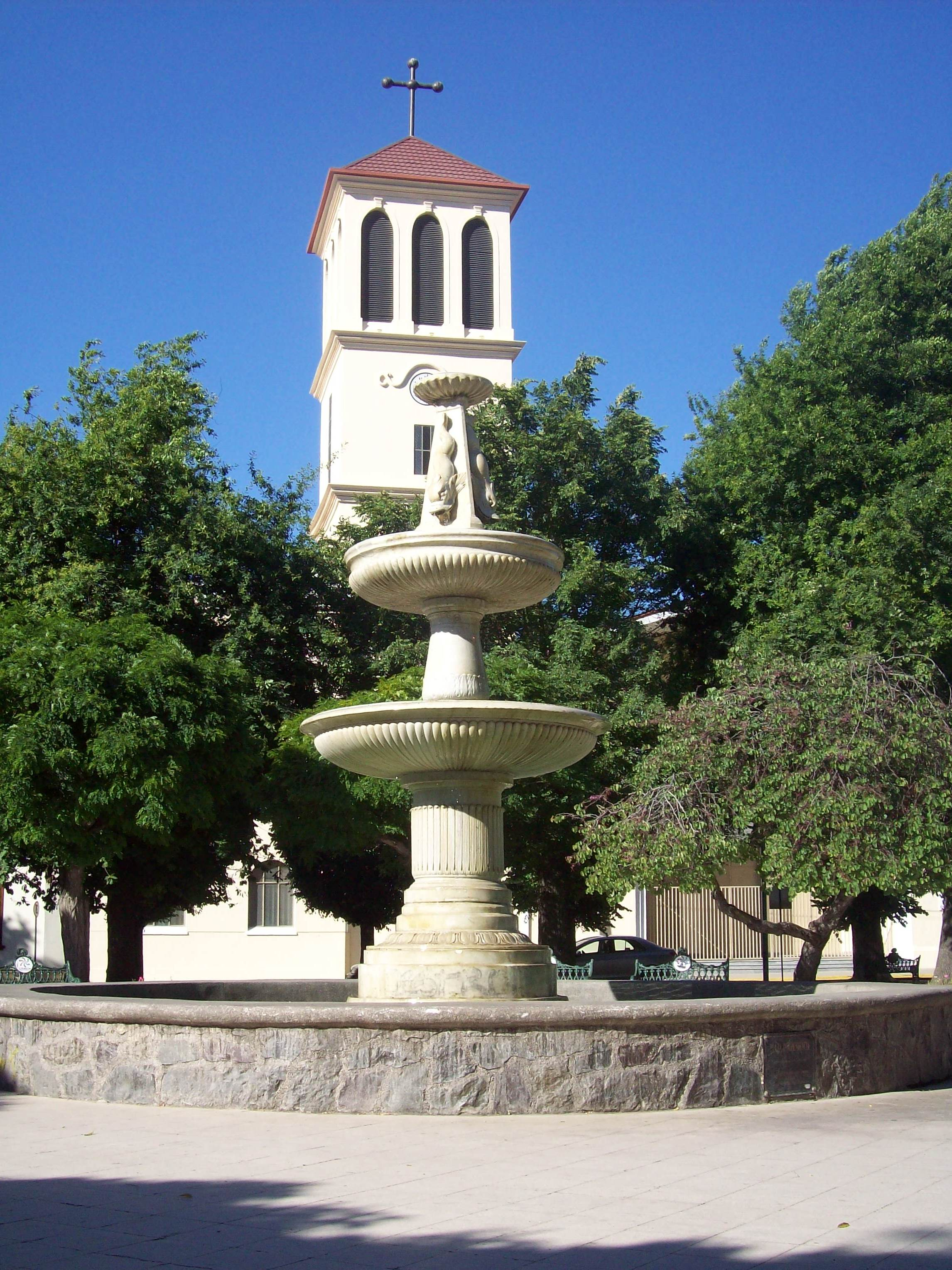
Plaza Independencia (con la torre de la Parroquia de la Santa Cruz de fondo)

- Casa de la cultura: Es el principal pilar de la actividad cultural de Limache. Perteneció a la familia Herrera de la Vega y en 1989 fue adquirida por la municipalidad para evitar su demolición.[2] Desde 1992 funciona como centro cultural, siendo sede de diversas presentaciones artísticas, con un público anual estimado de 3.500 personas. Tras el terremoto de 2010, el edificio sufrió daños en su fachada y salones, por lo cual debió ser restaurado y reinaugurado en octubre de 2011.[2]
- Estadio Municipal Ángel Navarrete Candia: Tiene capacidad para 3.000 espectadores. Cuenta con una cancha principal de fútbol, de pasto natural. Entre otras instalaciones, el recinto deportivo posee la única pista de motociclismo asfaltada de Chile, con extensión de una milla e instalaciones anexas. Además, cuenta con tres canchas de tenis de cemento, un bochódromo (o cancha para la disputa de bochas, deporte tradicional italiano),  y una piscina pequeña, actualmente en desuso.El estadio es sede de diversas actividades recreativas y culturales, tales como la fiesta de año nuevo y su respectivo show pirotécnico, la Fiesta de la Cerveza, y las fondas durante las fiestas patrias.
- Parroquia de la Santa Cruz: Es sede de la Fiesta religiosa de las 40 horas, la actividad cultural más importante de Limache, la cual se celebra cada año el último domingo de febrero. Se realizan 13 eucaristías en el día, con una misa central a las 12:00, presidida por el Obispo de Valparaíso y, a las 18:00, se realiza una procesión de la imagen de la Virgen por la Avenida República. Se estima que en la fiesta religiosa participan más de 100.000 peregrinos.[3]
- Plaza Independencia: Se ubica frente a la Parroquia de la Santa Cruz, a un costado de la Avenida República. En sus alrededores hay diversos locales comerciales, servicios, además de dos importantes establecimientos educacionales de la comuna.
- Municipalidad de Limache: Edificio consistorial ubicado en Avenida Palmira Romano, al costado de la Casa de la cultura.
- Hospital Santo Tomás: Centro hospitalario de urgencia ubicado en calle Carelmapu con Avenida Palmira Romano, sector de Población Lennox.
- Cementerio Parroquial de Limache: Camposanto de la comuna ubicado en Avenida Palmira Romano, al sur de la zona urbana.
- Feria de Limache: Principal centro de distribución y venta de productos agrícolas, ubicada en el cuadrante entre calle Andrés Bello, Avenida Independencia y 18 de septiembre.

## Economía
El comercio se concentra en los alrededores de las avenidas República, Palmira Romano y calle Echaurren. En el sector céntrico se encuentran 3 importantes cadenas de supermercados, farmacias y diversos locales comerciales. Destaca la presencia del Strip Center “Paseo Las Araucarias” en la intersección de la Avenida Palmira Romano con calle Independencia.
Destaca, además, la presencia de la fábrica de confites Merello, situada en la avenida República.